# Henri Paret (cyclisme, 1929)
Pour les articles homonymes, voir Henri Paret et Paret.
Henri Paret, né le 28 novembre 1929 à Casablanca et mort le 17 aout 1999 à Alix (Rhône), est un coureur cycliste français, professionnel de 1952 à 1955.
Il ne doit pas être confondu avec son homonyme Henri Paret, participant du Tour de France 1904.

## Résultats sur les grands tours

### Tour de France
2 participations
- 1952 : 78e et lanterne rouge
- 1953 : abandon (19e étape)